# Carole Giacobbi
Pour les articles homonymes, voir Giacobbi et Famille Giacobbi.
Carole Giacobbi est une scénariste, réalisatrice, et productrice française d'origine corse.

## Carrière
Après avoir obtenu sa maîtrise de sciences politiques en 1995, Carole Giacobbi a été journaliste chez Vogue, au FigaroScope et à Paris Capitale, avant d’intégrer l’équipe de Ciby 2000 en 1995 au département des co-productions internationales. C’est là qu’elle découvre le scénario de Muriel’s Wedding qu’elle fait produire à la société qui produit alors Jane Campion, David Lynch ou Pedro Almodovar. Forte de ce succès, elle se lance dans l’écriture. 
À partir de là, elle commence à écrire des scénarios, comme Nos Jolies colonies de vacances, avec Franck Dubosc et Jean-Claude Brialy, ou encore La Petite Maman avec Simon Abkarian. 
Entre 1998 et 2000, elle réalise deux courts-métrages, Robin du Bois de Boulogne et Mademoiselle Pompon, ainsi qu’un moyen-métrage qui sort en salles, distribué par Les Acacias Ciné-Audience, Autre chose à foutre qu’aimer. Cela lui permet de passer à la réalisation de deux téléfilms qui seront diffusés en prime time pour France 2. 
Carole Giacobbi est tout particulièrement attachée à Anna en Corse, avec Micheline Presle et Romane Bohringer, un film autobiographique qu’elle a produit, écrit et réalisé. En 2001, le film obtiendra le prix Europa du meilleur téléfilm européen à Genève ainsi que le prix de la Presse au festival des créations télévisuelles de Luchon.  
Dans les années 2000, Carole Giacobbi s’installe à New York où elle restera 5 ans. Pour réaliser un film de cinéma Polyesterday avec Johnny Lee Miller et Rhys Ifans, adapté d’un roman français à succès de Dominique Sylvain, « Travestis ». Malgré une co-production TF1 International-Miramax-Bac Films le film ne verra pas le jour. Mais Carole Giacobbi acquiert de l’expérience. Elle apprend à travailler dans les pays anglo-saxons, en particulier avec des équipes américaines et canadiennes, et à diriger des acteurs anglais et américains. Lorsqu’elle quitte New York, elle choisit de s’installer à Londres afin d'y élever sa fille.

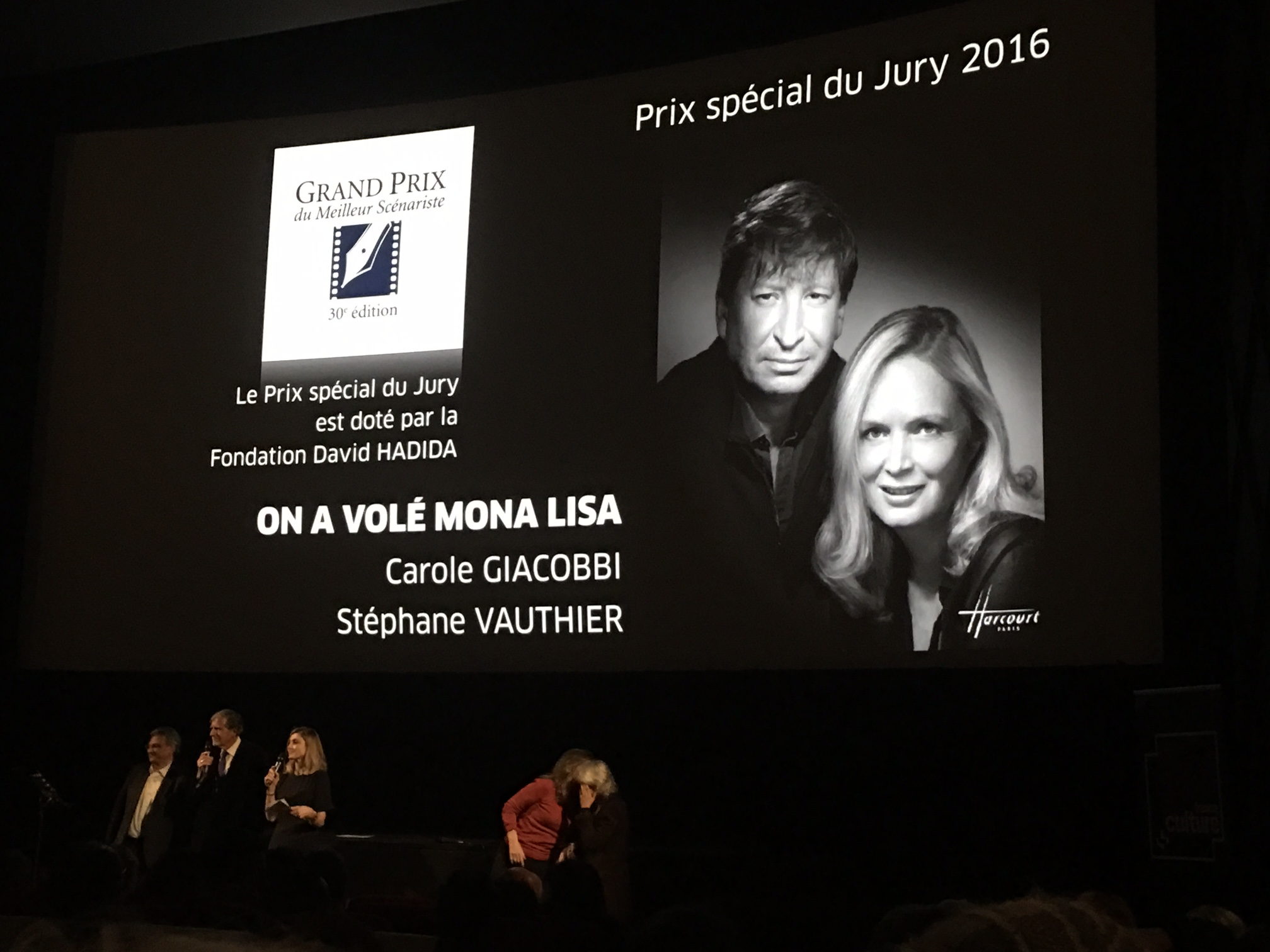
Carole Giacobbi et Stéphane Vauthier gagnants du Prix spécial du jury au grand prix Sopadin du meilleur scénariste en 2016.

De retour en France en 2010, Carole Giacobbi réalise un film pour France 2 La Double Inconstance, une adaptation contemporaine de Marivaux avec Elsa Zylberstein et Jean Hugues Anglade. Puis, elle enchaîne sur l’écriture de plusieurs scénarios.
Son dernier film de cinéma, Mes trésors, (Family Heist) est une co-production TF1 International, Canal Plus, SND, au budget de 15 millions d’euros, avec Jean Reno dans le rôle principal. Il a été tourné en 2016 à Courchevel et les droits de remake américain ont été vendus lors du Festival de Cannes 2016. 
En novembre 2016, Carole Giacobbi obtient avec Stéphane Vauthier le Prix spécial du jury Sopadin 2016 - Grand prix du meilleur scénariste pour On a volé Mona Lisa (Stealing Mona Lisa),. Le scénario est aujourd'hui produit par Nicolas Duval chez Quad, producteur du film Intouchables.
Depuis 2018, elle travaille régulièrement sur le développement de séries (fiction et documentaires) pour les chaînes de télévision et les plateformes. 
En 2023 Carole Giacobbi et Stéphane Vauthier ont travaillé pour le théâtre. Leur pièce est actuellement en cours de production. 
En 2024 Carole Giacobbi commence un nouveau projet de série 8 x 52' co-écrite avec Stéphane Vauthier pour Météorite Films, société de production de l'acteur et producteur Tomer Sisley. 

## Filmographie

### En tant que scénariste et réalisatrice

#### Cinéma
- 1994 : Robin de Bois de Boulogne, court-métrage (scénariste et réalisatrice), avec Jean-Pierre Kalfon, Caroline Loeb ;
- 1997 : Autre chose à foutre qu'aimer, long-métrage (scénariste et réalisatrice), avec Hélène de Saint-Père, Michèle Moretti, Moussa Maaskri ;
- 2005 : Cavalcade, long-métrage (scénariste), réalisé par Steve Suissa, avec Marion Cotillard et Richard Bohringer ;
- 2017 : Mes Trésors (Family Heist), long-métrage (scénariste), réalisé par Pascal Bourdiaux, avec Jean Reno, Reem Kherici, Camille Chamoux;

En développement pour le cinéma :
- On a volé Mona Lisa -, long-métrage en développement chez Quad (scénariste), produit par Nicolas Duval, producteur du film Intouchables;
- Ciao Princesse, long-métrage en développement (scénariste et réalisatrice);
- Les Bienfaiteurs, long-métrage en français (scénariste et réalisatrice);

#### Télévision
- 1997 : Regards d'enfance, épisode La petite maman, diffusé le 19 novembre (scénariste) ;
- 1998 : Regards d'enfance, épisode Un hiver de tourmente, diffusé le 30 décembre (adaptation) ;
- 2000 : Nos jolies colonies de vacances, téléfilm (scénariste), avec Franck Dubosc et Jean-Claude Brialy ;
- 2000 : Anna en Corse, téléfilm (scénariste et réalisatrice), avec Romane Bohringer, Micheline Presle & Serge Hazanavicius ;
- 2011 : La Double Inconstance (réalisatrice), téléfilm d'après la pièce de Marivaux ; avec Elsa Zylberstein, Jean Hugues Anglade, Clément Sibony, Serge Hazanavicius et Jérôme Kircher.

En développement pour la télévision :
- Les Diamants de la Révolution (scénariste), série 6 x 52 minutes;
- Conjurations, série télé (scénariste) en co-écriture avec Xavier Durringer;
- Les Derniers jours de Paris, série télé (scénariste) en co-écriture avec Nicolas d'Estienne d'Orves;
- Mon Nouveau Job, série télé (scénariste) en co-écriture avec Stéphane Vauthier pour Météorite Films, société de production de l'acteur et producteur Tomer Sisley;

#### Théâtre
- 2023 : Les Amants Terribles, (auteure) en co-écriture avec Stéphane Vauthier;

## Prix et récompenses
- Prix Sopadin 2016 - Grand prix du meilleur scénariste (GPMS) pour Stealing Mona Lisa (On a volé Mona Lisa) : Prix spécial du jury [10] ;
- Prix Europa pour Anna en Corse, mention "Best European TV Movie" ;